# Andrea López
Andrea López Vargas (7. prosinca, 1976. – Cali, Kolumbija) kolumbijska je glumica. Najpoznatija je po ulogama antagonistica.

## Biografija
Andrea se prvi puta na malim ekranima pojavila u komediji O todos en la cama, gdje je interpretirala Inés. Sudjelovala je u nekim televizijskim reklamama. U mnogim je telenovelama interpretirala antagoniste. Sa samo dvadeset i jednom godinom udala se za Carlosa Castra, no rastali su se 2005. Iste te godine objavila je zaruke s Juan Carlosom Vargasom, no veza nije funkcionirala. Sada je sama i nije zainteresirana za majčinstvo jer ne voli djecu.

## Filmografija
- Vlasnici raja kao Analia Esparza (2014.)
- Klon kao Marisa Antonelli (2010.)
- El fantasma del Gran Hotel kao Julieta Esquivel (2009.)
- La rosa de Guadalupe kao Tana (2008.)
- Victoria  kao Tatiana López (2007. – 2008.)
- Zorro: La espada y la rosa kao Mariángel Sánchez de Moncada (2007.)
- La ex (2006.)
- Amores cruzados kao Déborah Smith (2006.)
- La saga: Negocio de familia  kao Aleksa (2004.)
- Luna, la heredera kao Paloma (2004.)
- Y tu mamá también kao Lucero Carranza (2001.)
- The Swamp kao Isabel (2001.)
- Amantes del desierto kao Camila (2001.)
- Traga Maluca (2000.)
- Castillo de naipes (1998.)
- La madre kao Cecilia Suárez Caicedo (1998.)
- Prisioneros del amor kao Camila Falcón (1997.)
- La sombra del deseo  (1996.)
- O todos en la cama kao Inés Mercedes Videla 'La Rana' (1994.)
- Soledad (1995.)

## Vanjske poveznice
- Colarte[neaktivna poveznica]
- Sysmaya.net